# گرتا ون ساسترن
گرتا ون ساسترن (زاده ۱۹۵۴) مجری و تحلیل‌گر سیاسی اهل ایالات متحده آمریکا است. او پیشتر به عنوان تحلیلگر حقوقی در برنامه راجر کاسک حضور می‌یافت.